# Хірвонен Ганна Григорівна
Ганна Григорівна Хірвонен — доярка колгоспу «Торма» Кінгісеппського району Ленінградської області, Герой Соціалістичної Праці.

## Біографія
Народилася в селі Ястребино (нині — Волосовський район Ленінградської області) в селянській родині. Жила в селі Торма, нині Кінгісеппського району Ленінградської області
У 1934 році разом з чоловіком вступила сільгоспартіль «Торма». Перший рік вела домашнє господарство, няньчила доньку. У 1935 році стала допомагати чоловікові, який керував колгоспною фермою. Стала працювати дояркою. Перед війною в «Тормі» налічувалося вже понад сто корів, за ним доглядали шість доярок. У 1941 році в Ганни Хірвонен справа йшла до п'ятитисячного надою, але війна завадила планам.
У липні 1941 року разом з іншими колгоспницями вона погнала гурт на схід, у Вологодську область. Тут і продовжувала працювати всі воєнні роки. Член ВКП (б)/КПРС з 1945 року.
В 1944 році після визволення району, повернулася в Торму. Незабаром з фронту повернувся чоловік. Колгосп був повністю зруйнований, вони разом відроджували тваринництво. Незабаром колгосп наблизився до довоєнних показників. Так, у 1948 році Ганна Хірвонен отримала у своїй групі з 8 корів, від кожної корови в середньому в рік по 5697 кілограмів молока з вмістом 193,7 кілограмів молочного жиру.
Указом Президії Верховної Ради РСР від 9 травня 1949 року за отримання високої продуктивності тваринництва в 1948 році Хірвонен Ганні Григорівні присвоєно звання Героя Соціалістичної Праці з врученням ордена Леніна і золотої медалі «Серп і Молот».
У квітні 1950 року одинадцять дрібних навколишніх господарств об'єдналися в один колгосп імені Леніна. Ганна Хірвонен продовжувала працювати на фермі до 1957 року, у жовтні 1959 року вийшла на пенсію.
Жила в селі Торма.
Нагороджена орденами Леніна, Трудового Червоного Прапора, медалями.